# بنجامين هوكينز
بنجامين هوكينز (بالإنجليزية: Benjamin Hawkins)‏ هو سياسي أمريكي، ولد في 15 أغسطس 1754 في مقاطعة وارين في الولايات المتحدة، وتوفي في 6 يونيو 1816 في مقاطعة كراوفورد في الولايات المتحدة. حزبياً، نشط في Pro-Administration Party (United States) ‏. وقد انتخب عضو مجلس نواب كارولينا الشمالية (1778 – 1779) وانتخب عضو مجلس الشيوخ الأمريكي (8 ديسمبر 1789 – 4 مارس 1795).